# آرتور آدامیان
آرتور آدامیان (ارمنی: Արթուր Արմենի Ադամյան؛ زادهٔ ۲۲ آوریل ۱۹۹۲ در استپاناکرت) بازیکن فوتبال در پست هافبک اهل جمهوری آرتساخ است.

## باشگاهی
از باشگاه‌هایی که در آن بازی کرده‌است می‌توان به پاتانی، کراسنودار، گاندزاسار کاپان و میکا اشاره کرد.

## افتخارات
- میکا
  - نایب قهرمان لیگ برتر فوتبال ارمنستان: (۱۳–۲۰۱۲)
  - مقام سوم لیگ برتر فوتبال ارمنستان: (۱۴–۲۰۱۳)
  - قهرمان سوپر جام فوتبال ارمنستان: (۱۳–۲۰۱۲)
- گاندزاسار
  - قهرمان جام حذفی فوتبال ارمنستان: (۱۸–۲۰۱۷)
  - قهرمان لیگ برتر فوتبال ارمنستان: (۱۷–۲۰۱۶)

## زندگی شخصی
وی پسر آرمن آدامیان، بازیکن بازنشسته و مربی کنونی فوتبال و پسر عموی آرتاشس آدامیان می‌باشد.